# Nakheel Tower
Nakheel Tower (vormalige Projektnamen The Pinnacle, Al Burj und Tall Tower) war ein Wolkenkratzerprojekt im Emirat Dubai mit einer geplanten Höhe von über 1000 Meter.
Der Turm wurde vom staatlichen Immobilienunternehmen Nakheel Properties geplant und war Teil des unter dem Namen Nakheel Harbour & Tower geplanten Projektes an der Küste von Dubai. Er sollte ursprünglich ab dem Jahr 2010 an der Mündung des Arabian Canal in der Nähe der Jumeirah Islands gebaut werden. Der Nakheel Tower sollte das höchste Bauwerk der Welt werden und nach seiner geplanten Fertigstellung im Jahr 2020 eine vertikale Stadt innerhalb des Zentrums Dubais bilden. Am 14. Januar 2009 wurde bekannt, dass die Realisierung aufgrund der Finanzkrise für mindestens ein Jahr unterbrochen wird. Im Dezember 2009 wurde einigen nicht bestätigten Aussagen zufolge das gesamte Bauprojekt aufgegeben. Es liegt jedoch nach wie vor keine offizielle Bestätigung von Nakheel Properties vor, dass das Bauprojekt gestrichen ist. Jedoch scheint die Realisierung (zumindest in absehbarer Zeit) kaum denkbar.

## Baugeschichte

### The Pinnacle
Ursprünglich sollte das Projekt Nakheel Tower unter dem Namen The Pinnacle im Zentrum der künstlichen Palmeninsel Jumeirah mit einer Höhe von etwa 750 Metern gebaut werden. The Pinnacle sollte 120 Stockwerke umfassen und ausschließlich äußerst luxuriöse Appartements, ein großes Fitnesscenter sowie eine Aussichtsplattform enthalten und im Jahr 2009 fertiggestellt werden. The Pinnacle sollte aus vier dicht aneinandergestellten, halbkreisförmigen Türmen bestehen, die über verschiedene Verbindungsstege miteinander verbunden sein sollten. Später wurde an der Stelle von The Pinnacle das Projekt Palm Trump International Hotel & Tower geplant. The Pinnacle wurde daraufhin von der Palm Jumeirah zur Palm Jebel Ali verlegt.

### Al Burj
Aus The Pinnacle wurde im Januar 2005 ein neues Großprojekt mit Namen Al Burj („Der Turm“). Laut neuen Spekulationen über die veränderten Pläne von Nakheel sollte der Wolkenkratzer nun bis zu 1600 Meter hoch werden. Damit sollte Al-Burj etwa doppelt so hoch werden wie das derzeit höchste Gebäude der Welt, der 828 Meter hohe Burj Khalifa des konkurrierenden Dubaier Immobilienunternehmens Emaar. Anstelle der künstlichen Insel Palm Jumeirah sollte das Objekt nun auf dem weltweit größten geplanten künstlichen Ufer, der Dubai Waterfront, in der Nähe der Palmeninsel Jebel Ali errichtet werden. Nakheel verhandelte bereits mit Vertragspartnern für den Bau von Al-Burj, darunter die südkoreanische Samsung Corporation, die japanische Shimizu Corporation sowie das australische Bauunternehmen Grocon. Die Designentwürfe des Al-Burj wurden von den US-amerikanischen Architekturbüros Pei Partnership Architects (PPA) und Axis Design Group (ADG) erstellt.

### Tall Tower
Zwischen den Jahren 2007 und 2008 trug das Gebäude für einige Monate den Projektnamen Tall Tower, während das Immobilienunternehmen Nakheel auf der Suche nach einem neuen Standort war und sich auf keinen endgültigen Namen festlegen wollte.

### The Nakheel Tower
Aus Al Burj wurde am 5. Oktober 2008 offiziell der Nakheel Tower. Das über 1000 Meter hohe Gebäude sollte nun auf dem Festland gebaut werden und war Teil des Nakheel Harbour & Tower Großprojektes, zu dem ein künstlicher innerstädtischer Hafen gehören sollte. Das Projekt war damit nicht mehr Teil eines Plans einer großen künstlichen Planstadt mit dem Namen Dubai Waterfront. Ein Modell des Bauprojektes wurde während der Immobilienmesse 'Cityscape Global Dubai 2008' vom 6. bis 9. Oktober 2008 öffentlich ausgestellt und von Sultan Ahmed bin Sulayem, dem Chairman von Dubai World, vorgestellt. Gäste einer VIP Präsentation im Atlantis Dubai Hotel waren der Herrscher des Emirats Dubai Muhammad bin Raschid Al Maktum und die Schauspieler Michael Douglas und Catherine Zeta Jones. Die Zeitschrift ConstructionWeek und der Middle East Economic Digest (MEED) hatten Monate zuvor bereits über neue Pläne von Nakheel berichtet.
Zum Wettbewerb um den Bau des Nakheel Tower hatte Nakheel Properties im Oktober 2008 das in Dubai lokal ansässige/australische Unternehmen Al-Habtoor Leighton, die lokal/britische Al Naboodah Laing O’Rourke, die südafrikanische Murray & Roberts, die südkoreanische Samsung Corporation, die japanische Taisei Corporation sowie die französische Vinci Construction Grand Projets Gesellschaft eingeladen. Seit dem 4. Dezember 2008 entschied Nakheel den Wettbewerb zwischen den folgenden drei Projektgruppen, die sich um den Bau des Nakheel Tower beworben hatten: ein Joint Venture aus Al-Habtoor Leighton, Murray & Roberts und der Takenaka Corporation; einem Joint Venture aus Laing O’Rourke und der Taisei Corporation sowie die Samsung Corporation. (Die Samsung Corporation ist bereits Teil eines Joint Venture beim Bau des Burj Chalifa zusammen mit den Unternehmen Bel Hasa Six Construct und Arabtec Construction).
Nakheel wurde von dem englischen Unternehmen WSP Group, dem australischen Unternehmen Van Der Meer Consulting (VDM) und dem amerikanischen Unternehmen Leslie E Robertson Associates (LERA) beraten. LERA zeichnen unter anderem für das 492 m hohe Shanghai World Financial Center verantwortlich. Das Design des Nakheel Tower stammt von den australischen Architekten Woods Bagot. Laut Manal Shaheen, Marketing-Direktorin von Nakheel, hatte das Unternehmen das Großprojekt sechs Jahre lang vorbereitet.

### Finanzkrise
Nachdem die Nachfrage nach Immobilien in Dubai Ende des Jahres 2008 im Zuge der internationalen Finanzkrise praktisch zusammenbrach, hat der staatliche Projektentwickler Nakheel mitgeteilt, er werde mit dem vorübergehenden Einstellen der Arbeiten an dem herausragenden Prestige-Bauwerk Nakheel Tower darauf reagieren. Ursprünglich sollte im Oktober 2010 mit dem Bau des Nakheel Tower begonnen werden, zunächst mit Vorbereitungsarbeiten durch das französische Unternehmen Solétanche Bachy, welches bereits an dem 452 m hohen Wolkenkratzerduo Petronas Towers mitgewirkt hat und auf Grundbau spezialisiert ist. Nakheel ging zeitweise von einem Moratorium von nur einem Jahr aus, welches die Fertigstellung des Supertowers nur unwesentlich verschieben würde. Aufgrund anhaltender Finanzprobleme ist ungewiss, ob und wann die Arbeiten fortgeführt werden.

## Bauort
Das Nakheel-Tower-Projekt sollte den zentralen Teil des Konzeptes Nakheel Harbour & Tower bilden. Die Investoren gaben an, dass genau dieses Areal um das Jahr 2020 einmal das geografische Zentrum Dubais, der Turm also die wichtigste Landmarke sein würde. Nakheel Harbour & Tower sollte im Kanalumfeld des Wasserbauprojektes Arabian Canal am Kreuzungspunkt mit der Sheikh Zayed Road, vor der Küste von Dubais Stadtteil Jumeirah, nah der Stadtteilprojekte Jumeirah Gardens und Dubai Marina, am westlichen Ende des Jumeirah Beach, ebenso unweit der künstlich angelegten Inseln Jumeirah Islands und den Hochhauszonen der Jumeirah Lake Towers, in direkter Nähe zum Einkaufszentrum Ibn Battuta Mall gebaut werden.
Es wurde betont, dass entgegen den vielen bereits verwirklichten autofreundlichen Stadtteilen hier mehr ein Konzept der fußläufigen Stadt in altarabischer Tradition verfolgt wird.

## Bauhöhe
Offiziell sollte der Nakheel Tower mindestens 1000 Meter hoch werden. Die exakte Höhe des Nakheel Tower wurde aber geheim gehalten. Unbestätigten Angaben zufolge schwankte die vermutete Bauhöhe des Nakheel Tower Projektes in Medienberichten zwischen etwa 1200 Metern und 1400 Metern. Die Emporis GmbH gab auf ihrer Internetpräsenz eine strukturelle Höhe von 1050 Metern an.

## Baumerkmale
Das Design des Nakheel Tower (das vom Architekturbüro Woods Bagot erstellt worden war) sollte laut Eigendarstellung von Nakheel diverse Elemente aus berühmter islamischer Architektur, wie die der 33-Bögen-Brücke in Isfahan (Iran), der Alhambra in Granada, dem Hafen von Alexandria in Ägypten und der Promenade von Tanger in Marokko enthalten. Das Gebäude sollte das größte Gebäude der Welt werden und wäre zudem die größte jemals gebaute Gebäudestruktur aus Beton gewesen. Die Basis des Nakheel-Tower sollte ein halbmondförmiger Turmsockel mit tetraedrischen Elementen umgeben, der die besondere Höhe des Gebäudes optisch ausgleichen sollte.
Unter der Hülle bestand die geplante Architektur des Nakheel Tower im Kern aus vier einzelnen Türmen mit Lücken dazwischen, um starke Winde durchzulassen. Die vier Kerntürme sollten nach jeweils 25 Stockwerken durch vierstöckige Himmelsbrücken strukturell verbunden werden. Die um die 700 Meter hoch liegende Aussichtsplattform sollte mit Aufzügen innerhalb von vier Minuten erreicht werden können. Der ein Kilometer hohe Wolkenkratzer wäre so hoch gewesen, dass der Sonnenuntergang mit Hilfe von schnellen Aufzügen zweimal hätte gesehen werden können, einmal am Erdgeschoss und dann noch einmal an der Spitze des Turmes. Das hohe Gebäude hätte fünf verschiedene Mikroklimate mit einem Temperaturunterschied von bis zu 10 Kelvin gehabt. Der geplante 200 Stockwerke hohe Turm sollte mit 150 Fahrstühlen ausgestattet werden.
Der Nakheel-Turm mit seinen umgebenden Bauten, insbesondere einem innerstädtischen Hafen, hätte eine Fläche von mehr als 270 Hektar einnehmen können und stellte laut Nakheel einen eigenen Stadtteil dar. Der Nakheel-Harbour-&-Tower-Gebäudekomplex sollte zum Wohnraum für mehr als 55.000 Menschen werden. Zusätzlich sollte eine gewerbsmäßig nutzbare Bürofläche für bis zu 45.000 Menschen angeboten werden. Das Objekt sollte zudem 250.000 Quadratmeter Fläche für Gastronomie und 100.000 Quadratmeter für Einzelhandel schaffen. In den oberen Etagen des Turmes war ein Hotel geplant. Sultan Ahmed bin Sulayem, Chairman von Dubai World, beschrieb den Nakheel Tower als einen „Ort zum Leben, Arbeiten, Entspannen und Unterhalten, für Kunst und Kultur“. Alles dies sollte in einer Fläche konzentriert werden. Ziel war es, aus Nakheel Harbour & Tower eine der wichtigsten touristischen Attraktionen Dubais zu machen.

## Baufinanzierung
Laut dem CEO von Nakheel Properties Chris O’Donnell betrug der Umfang des gesamten Bauprojektes 38,12 Milliarden US-Dollar. Die Investoren wollten ihren Kapitalaufwand abfangen, indem sie Land rund um den Wolkenkratzer verkaufen würden. Die erste Phase der Projektrealisierung, bei der Nakheel unter anderem von der WSP Group in ingenieurtechnischen Fragen beraten wurde, soll Nakheel laut einem Bericht 1,36 Milliarden US-Dollar gekostet haben. Außerdem hätte bei diesem Tower das Prinzip der abschnittsweisen Nutzung gelten sollen: die unteren Bereiche hätten bereits bezogen werden können, während weiter oben noch gebaut würde.